# Molophilus ctenistes
Molophilus ctenistes är en tvåvingeart som beskrevs av Alexander 1961. Molophilus ctenistes ingår i släktet Molophilus och familjen småharkrankar. Inga underarter finns listade i Catalogue of Life.